# 로드 공항 사건
로드 공항 사건(Lod Airport massacre)은 1972년 5월 30일 이스라엘 텔아비브의 로드 공항(지금의 벤구리온 국제공항)에서 일어난 총격 사건이다. 사건의 주범은 레바논에서 훈련 받은 일본 적군파 요원 오쿠다이라 쓰요시, 야스다 야스유키, 오카모토 고조였다.
이 사건으로 24명이 희생되었으며, 사건을 주도한 요원 중 오쿠다이라와 야스다도 함께 사망했다.

## 기타
- 범인 중 한명인 오카모토 고조는 범행 당시 가짜 여권에 난바 다이스케라는 이름을 기재했다. 난바는 1923년 당시 섭정관이던 히로히토 천황을 암살하려고 한 테러리스트이다.

## 사건 경위

### 사베나 비행기 납치 실패
1972년 5월 8일 팔레스타인 과격단체 테러리스트 4명이 벨기에 브뤼셀발 텔아비브행 사베나항공 소속 보잉 707기를 납치해 로드국제공항에 착륙시킨 뒤 체포된 동료 317명의 석방을 이스라엘 정부에 요구했다(사베나항공 572편 납치사건). 그러나 이스라엘 정부는 테러리스트들의 요구를 거부하고 납치한 테러리스트 2명을 납치해 2명 내 사살했다.93명의 인질 석방에 성공했지만 승객 1명이 총격전으로 사망했다.

### PFLP와 적군파의 협력
그러자 팔레스타인해방인민전선(PFLP)은 보복으로 이스라엘 로드 국제공항을 습격할 계획을 세웠다. 하지만 아랍인으로는 로드국제공항의 삼엄한 경계를 벗어나기 어려울 것으로 예상되었기 때문에 PFLP는 적군파인 오쿠다이라에 협력을 의뢰해 일본인에 의한 로드국제공항 습격이 이뤄졌다.
또한 본 사건은 일반적으로 '일본 적군에 의한 사건'이라고 불리는 경우가 많다. 그러나 정확하게는 '일본 적군의 전사'라 할 수 있지만 일본인 그룹은 PFLP에 국제 의용병으로 참가한 것으로 당시 독립적인 조직이라는 인식은 공유되지 않았다.자칭도 '아랍적군', '적군파아랍위원회', '혁명적군' 등이며, '일본적군'이라는 호칭이 등장하는 것은 사건 발생 후이며, 조직으로서의 공식적인 명칭 변경은 1974년이다.

## 습격

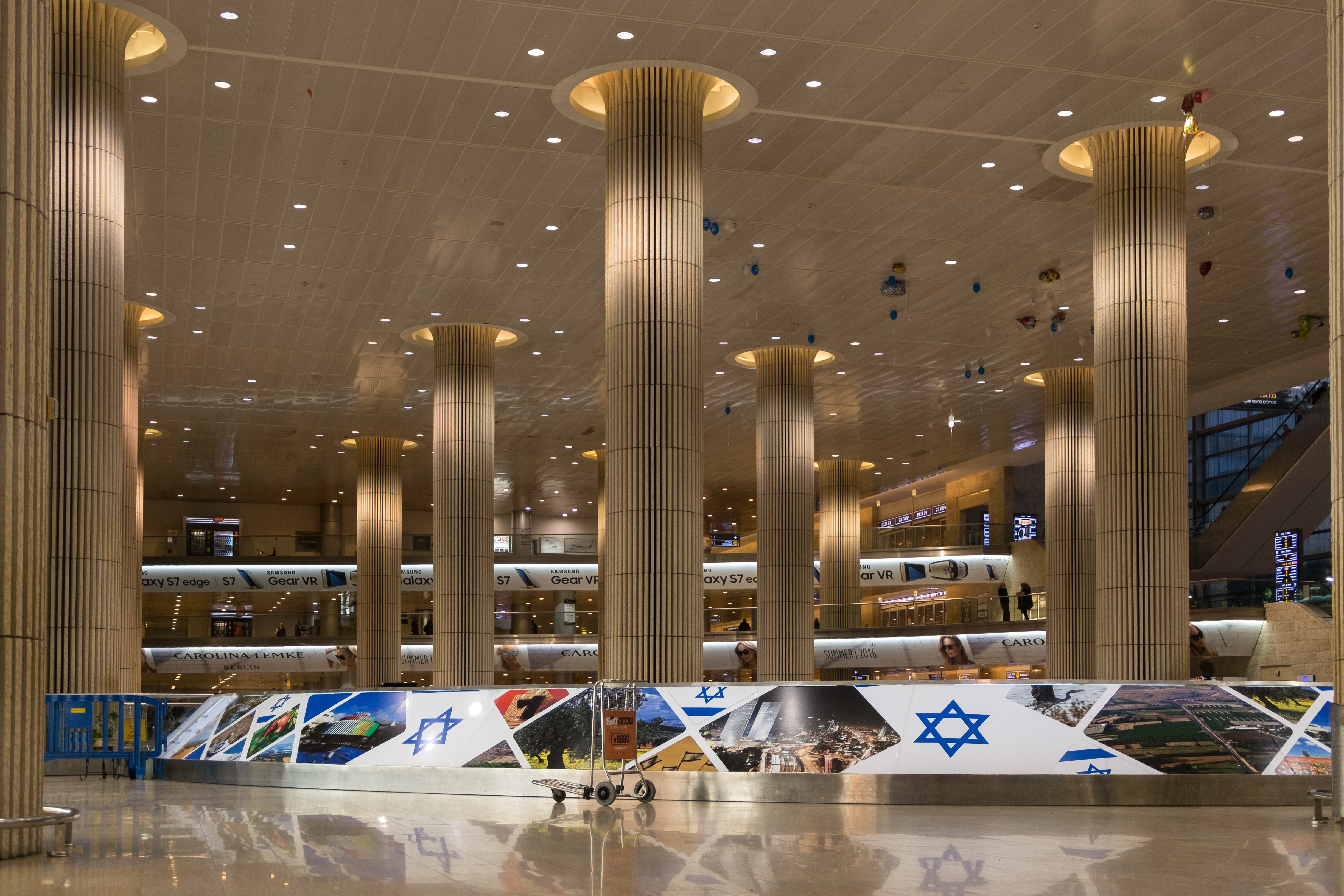
현 공항 터미널 내부

범행을 실행한 것은, 적군파 간부 오쿠다이라 타케시(당시 27세)와 쿄토 대학의 학생이었던 야스다 야스유키(당시 25세), 가고시마 대학의 학생이었던 오카모토 코조(당시 25세)의 3명이다.
프랑스 파리발 로마 경유 에어프랑스기를 타고 로드 국제공항에 도착한 3명은 여행가방에서 꺼낸 Vz 58 자동소총을 여객터미널 내의 승하차객과 공항 내의 경비대를 향해 무차별 난사했다.
난사 후의 오카모토의 움직임에 대해서, 1972년 7월 11일에 열린 군사 법정의 검찰측 증인(오카모토를 최초로 억누른 이스라엘 항공 직원)의 진술에 의하면, 오카모토는 비행장에 뛰쳐나가자 이스라엘 항공기를 향해서 자동 소총을 수발 발사, 이어서 스칸디나비아 항공기의 엔진에 수류탄 2발을 던진 후, 하타의 방향으로 달려 도주를 시작했다.200-300m 도망쳤을 때 증인이 따라잡아 구속에 이르렀다.
오카모토가 구속된 한편, 오쿠다이라와 야스다는 사망했다.2명의 죽음에 대해서, 「오쿠헤이는 경비대의 반격으로 사살.야스다는 수류탄으로 자폭했다」라고 해서 중동의 과격파 사이에서는 영웅화되었지만[4][5], 자세한 것은 판명되지 않았다[.
덧붙여 계획에 종사하고 있었다고 여겨지는 히모리 타카오의 수기에 의하면 「당초의 계획에서는 공항의 관제탑을 습격할 예정이었다」라고 하고 있지만, 경비가 엄중한 관제탑을 3명만으로 어떻게 습격할 생각이었는지 등 구체적인 계획은 불명하다.

## 피해자
이 무차별 난사로 승하차객을 중심으로 26명이 살해되고[9] 73명이 중경상을 입었다.사상자의 약 8할이 순례 목적으로 방문한 푸에르토리코인이었다. 사망자 중 17명이 푸에르토리코인(미국 국적), 8명이 이스라엘인, 1명은 캐나다인이었다.희생자 중에는 나중에 이스라엘 대통령이 될 에브라임 카쉬르의 형이자 저명한 과학자였던 아론 카쉬르(영어판)도 포함돼 있다.
이스라엘 정부는 희생자 유족에게 보상금으로 공무원 평균 월급의 75% 상당(당시 약 120달러)을 종신 또는 재혼할 때까지 지급하기로 했다.그것은 이스라엘 병사가 전투에서 사망했을 때 유족에 대한 보상 기준에 따른 것이다

## 사건후

### 적군에 대한 국제적 비난과 일본에서의 영향
당시만 해도 테러리스트들이 무차별적으로 일반 시민을 습격한 것은 전대미문이었고 사건은 충격적인 뉴스로 전 세계에 알려졌다.적군의 민간인 무차별 학살에는 국제적 비난이 일었다.한편, 이스라엘과 적대하는 팔레스타인의 일부 민중 사이에서 실행범들은 영웅시되었고, PFLP는 적군파 간부인 시게노부 후사코와 공동성명을 내, 사건 발생의 날을 「일본 적군」결성의 날」로 했다.
또 아랍-이스라엘 간 항쟁에도 불구하고 납치범이 양 진영과는 아무런 관계가 없는 일본인이었다는 점도 세계에 충격을 주었다.일본정부는 실행범이 자국민임에 따라 습격사건에 관해 사과의 뜻을 이스라엘 정부에 공적으로 표명함과 동시에 희생자에게 100만달러의 배상금을 지불했다[.
일본 내에서도 그해 3월 발각된 연합적군에 의한 산악기반사건에 이은 극좌테러조직의 흉행으로 일본 국민에게 강한 인상에 남아 흉행을 자행하는 극좌 과격파와 일본 국민의 격절이 더욱 확대됐다. 또, 이 사건에 대해, 무기를 수화물로 간단하게 반입할 수 있었기 때문에, 이 사건 이후, 탑승시의 수화물 검사가 세계적으로 강화된 것 외, 공항 터미널내에서의 경비도 세계 각국에서 강화되게 되었다.
이 사건은 팔레스타인 게릴라를 비롯한 이슬람 무장단체의 전술에도 큰 영향을 미친 것으로 알려졌다. 오쿠다이라 등이 처음부터 생환의 가망이 없는 자살 공격을 가한 것은 이슬람교 교의로 자살을 금지했던 당시 아랍인들에게는 충격적이었으며, 이후 이슬람 과격파가 자살폭탄 테러를 지하드로 해석하는 데 영향을 미쳤다는 설도 있다.